# Gianfranco Lazzaro
Œuvres principales
Il cielo colore delle colline
Gianfranco Lazzaro, né le 18 août 1930 à Baveno et mort à Stresa le 5 février 2018, est un journaliste, poète et écrivain italien.

## Biographie
Gianfranco Lazzaro commence à travailler comme ouvrier métallurgiste avant de pouvoir faire des études à l'Institut de la Charité de Stresa. Il commence ensuite à écrire des articles pour la Gazzetta del Popolo à partir de 1956, puis de collaborer avec la RAI. Il crée également la revue La Provincia Azzurra en 1967 à Stresa qui deviendra également une maison d'édition indépendante. En 1976, il reçoit le tout premier prix Stresa pour son roman Il cielo colore delle colline, prix littéraire dont il devient par la suite le président du jury,.

## Œuvre
Romans
- I giorni difficili, éd. Baldini & Castoldi, 1969
- Il cielo colore delle colline, éd. La Provincia Azzurra, 1976 – prix Stresa 1976
- Racconti d'infanzia, éd. La Provincia Azzurra, 1979
- La collina dei ramarri lucenti, éd. Pedrazzini, 1981
- Berto, éd.  Rebellato, 1982
- La castrazione e altri racconti, éd. Forum, 1983
- Il lago delle folaghe, éd. La Provincia Azzurra, 1983
- Le ceneri della ragione, éd. La Provincia Azzurra, 1984
- Racconti piemontesi, éd. La Provincia Azzurra, 1988
- La terra irripetibile, éd. La Provincia Azzurra, 1990
- La parola come potere e come menzogna, éd. La Provincia Azzurra, 1971
- Cento aforismi per uccidere il pipistrello, éd. La Provincia Azzurra, 1993
- Il processo, éd. La Provincia Azzurra, 1993

Poésie
- I canti del Verbano, éd. Gastaldi, 1953
- Prati d'Arniche, éd. Gastaldi, 1955 – prix Gastaldi
- La cerva d'oro, éd. Ceschina, 1973
- Il cuculo d'oro, éd. La Provincia Azzurra, 1980
- Aforismi, éd. Seledizioni, 1993
- Poesie d'amore, éd. La Provincia Azzurra, 1997
- Ballate, éd. La Provincia Azzurra, 2001
- Dieci poesie d'amore e due ballate, éd. La Provincia Azzurra, 2008